# Мурахоловові
Мурахоло́вові (Formicariidae) — родина горобцеподібних птахів. Включає 12 видів.

## Таксономія
Традиційно до мурахоловових відносили також роди Grallaria, Hylopezus, Myrmothera, Grallaricula і Pittasoma. Молекулярний філогенетичний аналіз, що проведений у 2002 та 2005 роках, показав, що родина у такому складі є парафілійною. Тому, перший чотири роди виокремили в родину Grallariidae, а рід Pittasoma віднесли до родини гусеницеїдових (Conopophagidae).

## Поширення
Родина поширена в субтропічних і тропічних регіонах Центральної і Південної Америки

## Опис
Невеликі птахи завдовжки 17—23 см, схожі на піт або дроздів. Тіло пухке з короткими закругленими крилами, довгими і сильними ніжками і квадратним хвостом. Оперення червоно-коричневого забарвлення з червоними грудьми та черевом у Formicarius, або строкатим біло-коричневим у Chamaeza.

## Спосіб життя
Моногамні птахи, які живуть парами. Проводять більшу частину часу на землі, живлячись переважно дрібними комахами. Під час репродуктивного періоду обидві статі співпрацюють на різних стадіях розмноження, включаючи висиджування.

## Види
- Мурахолов (Formicarius)
  - Мурахолов рудоголовий (Formicarius colma)
  - Мурахолов чорноголовий (Formicarius nigricapillus)
  - Мурахолов рудошиїй (Formicarius analis)
  - Мурахолов мексиканський (Formicarius moniliger)
  - Мурахолов рудолобий (Formicarius rufifrons)
  - Мурахолов рудоволий (Formicarius rufipectus)
- Товака (Chamaeza)
  - Товака бурогуза (Chamaeza campanisona)
  - Товака-самітник (Chamaeza meruloides)
  - Товака смугаста (Chamaeza mollissima)
  - Товака велика (Chamaeza nobilis)
  - Товака рудохвоста (Chamaeza ruficauda)
  - Товака середня (Chamaeza turdina)